# Михаил Поморцев
Михаил Михайлович Поморцев е руски изобретател и аеролог, работил в областта на ракетната техника. Изобретява много аеронавигационни прибори. На негово име е наречен един кратер на Луната.
Завършва Артилерийското училище в Петербург (1871) и Академията на генералния щаб (1878). От 1881 преподава във Военно-инженерната академия, а от 1885 — в Артилерийското училище в Петербург. През 1885 се издига с балон, за да изучи атмосферните явления; обработва резултатите от няколко десетки такива полети.
През 1905 предлага проект за ракета с двигател, работещ със сгъстен въздух.
През април 1906 г. е произведен в чин генерал-майор.